# Euathlus truculentus
Euathlus truculentus är en spindelart som beskrevs av Ludwig Carl Christian Koch 1875. Euathlus truculentus ingår i släktet Euathlus och familjen fågelspindlar. Inga underarter finns listade i Catalogue of Life.